# Enrique de Arfe
Enrique de Arfe. (també anomenat Enrique de Colònia pel seu possible origen germànic), (1475 - 1545). Orfebre que va treballar a Espanya però l'origen del qual se suposa alemany, va ser el pioner d'una família de gran reputació a l'orfebreria castellana entre els quals van destacar els seus fills, Juan i Antonio de Arfe i el seu net Juan de Arfe y Villafañe.
El 1506 es va establir a Lleó, arrencant la seva carrera espanyola. Encara que va començar els seus treballs al gòtic, on destaca la custòdia de la Catedral de Lleó, no va trigar a recollir l'esperit i la tècnica renaixentista que va començar a plasmar amb enorme brillantor a la seva obra més coneguda: la custòdia de la Catedral de Toledo. Va realitzar també treballs d'orfebreria per encàrrec en altres catedrals espanyoles (custòdies de: la catedral de Còrdova, de la catedral de Cadis (aquesta atribuïda) i de Sahagún), i per a peces associades als passos processionals de Setmana Santa com ara creus, cofres i reliquiaris. Va realitzar l'esbós per a la custòdia de la catedral de Salamanca, que finalment no li va ser encarregada.